# Перу (Румунія)
Перу (рум. Păru) — село у повіті Тіміш в Румунії. Входить до складу комуни Коштею.
Село розташоване на відстані 365 км на північний захід від Бухареста, 47 км на схід від Тімішоари.

## Населення
За даними перепису населення 2002 року у селі проживала 261 особа, з них 258 осіб (98,9%) румунів. Рідною мовою 258 осіб (98,9%) назвали румунську.